# Heinz-Christian Strache

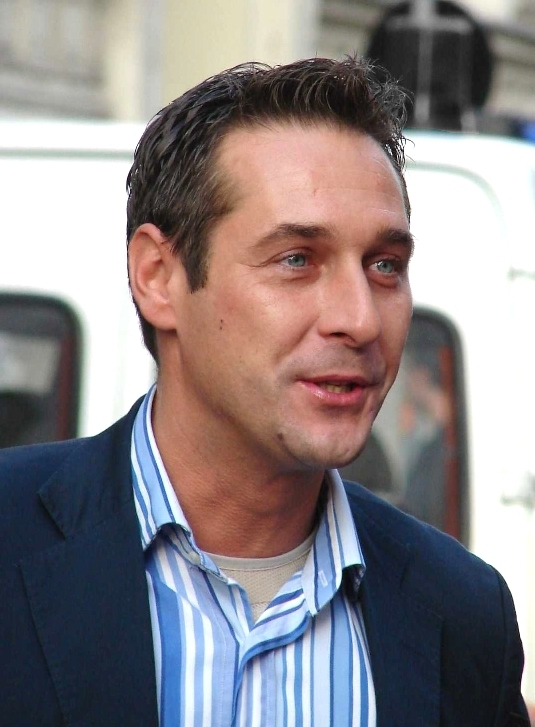
Heinz-Christian Strache

Heinz-Christian Strache (n. 12 iunie 1969, Viena, Austria) este un politician austriac, fost conducător al partidului populist de dreapta FPÖ. În 2005 Heinz-Christian Strache a purtat o campanie electorală cu conținuturi considerate drept xenofobe la alegerile din municipiul Viena.
În data de 18 mai 2019 a demisionat din toate funcțiile politice, după ce a devenit public faptul că în campania electorală a promis unei pretinse femei de afaceri din Rusia acordarea de contracte de infrastructură în schimbul unor donații.